# Orosirià
L'Orosirià és el tercer període geològic de l'era Paleoproterozoica, i durà entre fa 2.050 i 1.800 milions d'anys. En lloc d'estar basades estratigràficament, aquestes dates estan definides cronològicament.
El nom deriva de l'ètim grec orosira ('serralada').
La segona meitat de l'Orosirià fou un període d'intensa activitat orogènica en gairebé tots els continents.
Va ser probablement durant aquest període que l'atmosfera terrestre esdevingué rica en oxigen a causa de l'activitat fotosintètica dels cianobacteris. Els bacteris sulfat-reductors afecten a la formació de fosforites. S'observen restes de Grypania spiralis.
Dos dels impactes meteòrics més importants de la història de la Terra tingueren lloc durant l'Orosirià. Al començament del període, fa 2.023 milions d'anys, una gran col·lisió amb un asteroide creà el cràter de Vredefort. L'esdeveniment que creà el cràter de Sudbury Basin tingué lloc cap al final del període, fa uns 1.850 milions d'anys.